# Savelij Grigor'evič Tartakover
Savelij Grigor'evič Tartakover (Rostov sul Don, 21 febbraio 1887 – Parigi, 5 febbraio 1956) è stato uno scacchista polacco con cittadinanza francese.
È noto anche col suo nome francese di Xavier Tartakower.

## Biografia
Nato da un padre austriaco e una madre polacca, entrambi ebrei, a 12 anni Tartakover fu testimone del loro assassinio durante un pogrom. Nel 1904 si trasferì a Vienna, dove studiò giurisprudenza e intraprese poi la carriera di avvocato. Nella capitale austriaca iniziò a conoscere e frequentare il famoso "Wiener Schachclub", dove si mise in mostra per la propria abilità scacchistica. Negli anni che precedettero il primo conflitto mondiale partecipò a tornei importanti come quello di Karlovy Vary (1907) e quello di Baden-Baden (1914), dove in una sua partita contro Rudolf Spielmann vinse il premio di bellezza.
Allo scoppio del conflitto servì l'esercito austriaco con il grado di tenente. Terminata la guerra si trasferì in Francia e cambiò il proprio nome da Ksawery alla forma francesizzata Xavier. Curiosamente, pur non conoscendo il polacco, optò per la cittadinanza polacca. Durante la seconda guerra mondiale si oppose al governo collaborazionista di Vichy e fece parte della resistenza guidata dal generale De Gaulle col nome di battaglia Cartier. Al termine della guerra chiese ed ottenne la cittadinanza francese, giocando in prima scacchiera per la Francia alle Olimpiadi di Ragusa di Dalmazia del 1950.
Uomo colto, mente lucida e geniale, fu capostipite con Richard Réti, Gyula Breyer e Aaron Nimzowitsch della cosiddetta teoria ipermoderna, che pose le basi per lo sviluppo delle aperture "indiane", tendenti a controllare il centro piuttosto che a occuparlo subito con i pedoni. Chiamato a volte scherzosamente nel mondo degli scacchi Tartakaviar con riferimento alla sua predilezione per la vita mondana (era un assiduo frequentatore dei casino), in una celebre partita del torneo di Teplitz-Schönau 1922 contro Géza Maróczy vinse sacrificando una torre.

## Tornei e competizioni individuali

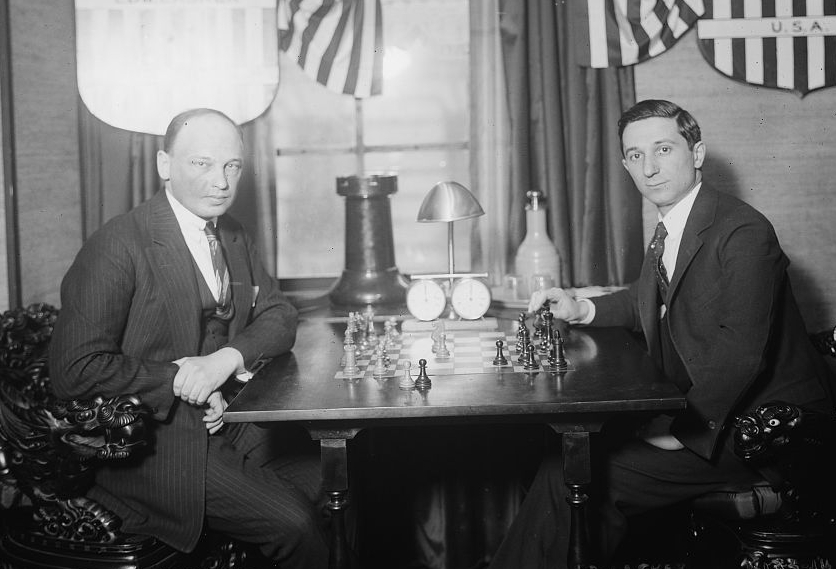
Tartakower con Edward Lasker

Ottenne il primo posto (o pari primo) in molti tornei:
| Torneo                   | Città      | Posizione         | Classifica                     |
| 1920                     | 1920       | 1920              | 1920                           |
| ------------------------ | ---------- | ----------------- | ------------------------------ |
|                          | Vídeň      | primo             | 1º posto                       |
| 1922                     |            |                   |                                |
|                          | Vídeň      | secondo           |                                |
| 1923                     |            |                   |                                |
| Memorial Carl Schlechter | Vienna     | primo             | 1º posto                       |
| 1924                     |            |                   |                                |
|                          | Hastings   | primo pari merito | 1º posto insieme a Maroczy     |
| 1926                     |            |                   |                                |
|                          | Gand       | primo             | 1º posto                       |
|                          | Hastings   | primo             | 1º posto                       |
| 1927                     |            |                   |                                |
|                          | Niendorf   | primo pari merito | 1º posto insieme a Nimzovitsch |
|                          | Londra     | primo pari merito | 1º posto insieme a Nimzovitsch |
|                          | Hastings   | primo             | 1º posto                       |
|                          | Kecskemét  | secondo           |                                |
| 1929                     |            |                   |                                |
|                          | Parigi     | primo             | 1º posto                       |
|                          | Barcellona | primo             | 1º posto                       |
| 1930                     |            |                   |                                |
|                          | Liegi      | primo             | 1º posto                       |
|                          | Nizza      | primo             | 1º posto                       |
| 1935                     |            |                   |                                |
|                          | Varsavia   | primo             | 1º posto                       |
| 1940                     |            |                   |                                |
|                          | Venezia    | primo             | 1º posto                       |
| 1945                     |            |                   |                                |
|                          | Hastings   | primo pari merito | 1º posto insieme a Maroczy     |

Nel torneo di Liegi 1930 vinse con due punti di distacco dal fenomeno indiano Mir Sultan Khan e più ancora rispetto ad altri quali Rubinstein, Nimzowitsch e Marshall. Con Mir però Tartakower perse un match su 12 partite (-4 +3 =5) disputato a Semmering. Altri risultati di prestigio furono le piazze d'onore a Vienna nel 1922, a Kecskemét nel 1927 e a Barcellona nel 1929.
Fu due volte campione polacco (a Varsavia nel 1935 e a Jurata nel 1937) e campione di Francia nel 29º campionato francese giocato a Parigi.
Partecipò allo Zonale di Saltsjöbaden 1948 (vinto da David Bronštejn) ma non si qualificò tra i primi otto che accedevano al torneo dei candidati.
Le partite da lui giocate ufficialmente sono state 1.750 (+731 =757 -262).

## Olimpiadi
Tartakover partecipò a sette Olimpiadi (sei per la Polonia e una per la Francia nel 1950) con l'ottimo risultato del 63,3% (+43 -14 =52).
- Olimpiadi di Amburgo 1930, in 2ª scacchiera (+9 –1 =6).
 La Polonia, capeggiata da Rubinstein che realizzò 15/17, vinse l'olimpiade.
- Olimpiadi di Praga 1931. Medaglia d'oro in 2ª scacchiera (+10 –1 =7);
- Olimpiadi di Folkestone 1933, in 1ªscacchiera (+6 –2 =6);
- Olimpiadi di Varsavia 1935, in 1ªscacchiera (+6 –0 =11);
- Olimpiadi di Stoccolma 1937, in 1ªscacchiera (+1 –2 =10);
- Olimpiadi di Buenos Aires 1939, in 1ªscacchiera (+7 – 3 =7).
- Olimpiadi di Ragusa di Dalmazia 1950, in 1ªscacchiera (+5 -5 =5)

Alle olimpiadi di Buenos Aires 1939 partecipò per la prima volta nella squadra polacca Miguel Najdorf, che si riferiva sempre a Tartakover come "il mio maestro".

## Contributi alle aperture
Tartakover diede il suo nome ad una variante minore della partita di Re, l'Apertura Tartakower. Ha dato anche molti contributi su varie aperture:
- Difesa Caro-Kann 1.e4 c6 2.d4 d5 3.f3?!
- Difesa Caro-Kann 1.e4 c6 2.d4 d5 3.Cc3 d5xe4 4.Cxe4 Cf6 5.Cxf6+ exf6;
- Partita catalana. Fu lui a introdurla nel torneo di Barcellona del 1929, da cui prese il nome dell'apertura, oggi molto in voga.
- Difesa olandese   gambetto Staunton, var. Tartakower: 1.d4 f5 2.e4 fxe4 3.Cc3 Cf6 g4!?
- Difesa francese 1.e4 e6 2.d4 d5 3.Cc3 Cf6 4.Ag5 Ae7 5.e5 Ce4;
- Partita Ortodossa 1.d4 d5 2.c4 e6 3.Cc3 Cf6 4.Ag5 Ae7 5.e3 0-0 6.Cf3 h6 7.Ah4 b6 
 (variante Tartakower-Makogonov, impiegata spesso da Karpov);
- Partita scozzese 1.e4 e5 2.Cf3 Cc6 3.d4 exd4 4.Cxd4 Cf6 5.Cxc6 bxc6 6.Cd2;
- Difesa siciliana 1.e4 c5 2.Cf3 d6 3.d4 cxd4 4.Cxd4 Cf6 5.Cc3 g6 (variante del Dragone) 6.Ae3 Ag7 7.Ae2 Cc6 8.Tg1 Tg8 9.Cb3 Ae6 10.f4 Dc8;
- Controgambetto Albin 1.d4 d5 2.c4 e5 3.dxe5 d4 4.Cf3 c5?! (var. Tartakower), giocata contro Tarrasch a Berlino nel 1920.
- Attacco Torre 1.d4 d5 2.Cf3 Cf6 3.Ag5.
- Apertura Sokolskij 1.b4. Fu il primo a giocarla ad alto livello nel torneo di New York 1924 (la chiamò apertura Orang-utan in seguito ad una sua visita allo zoo cittadino).

## Aforismi
Tartakover è noto per i suoi numerosi aforismi sugli scacchi, tanto che qualcuno li ha chiamati Tartakowerismi:
- «Negli scacchi come nella vita chi rischia può perdere, ma chi non rischia perderà sempre»
- «Non c'è niente di più facile che perdere una partita già vinta»
- «È sempre meglio sacrificare i pezzi dell'avversario che i propri»
- «Gli errori sono tutti là sulla scacchiera, pronti per essere fatti»
- «Un pedone isolato getta un'ombra sinistra su tutta la scacchiera»
- «Vince la partita chi fa il penultimo errore»
- «Nessuno ha mai vinto una partita dopo aver abbandonato»
- «Non ho mai vinto con un avversario in buona salute» (con riferimento all'abitudine di molti scacchisti di accampare scuse dopo avere perso).
- «La tattica è sapere cosa fare quando si ha qualcosa da fare; la strategia è sapere cosa fare quando non si ha niente da fare».
- «La teoria è una vecchia zoppa e sdentata»
- «Come da un vaso rotto, come da un violino caduto, da una partita persa emerge il suono di mille paure»
- «Le vittorie morali non contano»
- «Gli scacchi sono la favola di 1001 abbagli»
- «Un Maestro a volte può giocare male, un appassionato mai»
- «Una partita dimostra meno di un torneo, ma un torneo non dimostra nulla»
- «Ogni giocatore di scacchi dovrebbe aver un hobby»
- «Una partita di scacchi ha tre fasi: l'apertura, quando speri di stare bene, la fase centrale, quando pensi di stare bene, e la fine, quando sei sicuro di aver perso»
- «Finché un'apertura è ritenuta debole, può essere giocata»
- «Erro ergo sum»
- «I sette peccati capitali degli scacchi sono: superficialità, voracità, paura, incostanza, spreco di tempo, buonismo, immobilità»
- «Negli scacchi esiste solo un errore fondamentale: temere troppo la forza dell'avversario»
- «Per evitare di perdere un pezzo quanti hanno perso la partita!»